# Cephalops inpaganus
Cephalops inpaganus är en tvåvingeart som beskrevs av José Albertino Rafael 1991. Cephalops inpaganus ingår i släktet Cephalops och familjen ögonflugor. Inga underarter finns listade i Catalogue of Life.